# Isla Contreras
La isla Contreras  es una isla de Chile perteneciente al archipiélago Reina Adelaida. Tiene una superficie de 625,5 km², que la convierten en la mayor isla de dicho archipiélago y en la 21ª isla mayor de Chile.
Administrativamente, pertenece a la provincia de Última Esperanza, en la XII Región de Magallanes

Fue bautizada en honor a la memoria y obra del general Luis Alberto Contreras y Sotomayor, K.B.E., general de División del Ejército de Chile en 1922; agregado militar de la Embajada de Chile en La Paz, Bolivia; primer inspector general de Aviación; comandante en jefe de la Aeronáutica Militar 1922-1924, que posteriormente dio origen a la Fuerza Aérea de Chile. Hizo el primer vuelo en avión entre Santiago de Chile y Arica-Tacna. Gobernador e Intendente de Magallanes. Por su iniciativa llevó a Punta Arenas a enseñar en el Liceo N.º 1 de Niñas de esa ciudad a la gran poetiza nacional Gabriela Mistral, premio Nobel de Literatura. Nombrado Caballero Comendador de la Orden del Imperio Británico por S.M. Jorge V, Rey de Inglaterra. Condecorado con la Orden de la Corona Real por el Emperador de Alemania. Miembro de la Sociedad Chilena de Historia y Geografía. Contrajo matrimonio en Tacna, República de Chile (bajo ocupación del Ejército de Chile), el 6 de marzo de 1892, con Doña Teresa Bañados y Molina, de la que tuvo descendencia.

## Aspecto de la costa
Son tierras altas y barrancosas. Sus cabos y puntas terminan en forma abrupta. Lo anterior, unido al silencio y soledad del entorno hacen de esta isla y sus canales una de las regiones más bellas del planeta. 
Las costas son acantiladas y sus canales, en general son limpios y abiertos. Donde hay escollos estos están invariablemente marcados por sargazos. La parte sur del canal Vidal Gormaz se encuentra completamente obstruida por rocas y rompientes.
Existen alturas bastante notables que sirven para reconocer la entrada a los diferentes senos, canales o bahías. Estas están claramente indicadas en las respectivas cartas y derroteros de la región. En el extremo norte se encuentra el monte Nuestra Señora de la Victoria de 791 metros de altura y en la parte sur el pico Brigstock de 744 metros.

## Geología
Todo el archipiélago patagónico data de la época terciaria; es producto de la misma causa geológica que hizo aparecer primero la cordillera de la Costa y luego la de los Andes. En la edad glacial, tomó su aspecto actual siendo la continuación hacia el sur de la cordillera de la Costa.
Es de origen ígneo por la clase de roca que lo constituye y por su relieve áspero e irregular, característico de las cadenas de erupción.

## Ubicación
Está situada en 51°40′00″S 74°50′00″O / -51.66667, -74.83333 y 52°05′00″S 74°55′00″O / -52.08333, -74.91667

## Geografía
Es una isla de forma irregular,alargada, localizada frente al océano Pacífico que está atravesada por varios entrantes muy profundos. La isla tiene los siguientes límites:
- al norte, el estrecho Nelson y el canal Smyth;
- al este, el canal Nogueira;
- al sur, el golfo Sarmiento;
- al oeste, el canal Vidal Gormaz y el océano Pacífico.

## Fondeaderos y surgideros
La costa oriental ofrece dos pequeños fondeaderos, puerto Cornejo y caleta Nena. La costa occidental sur es muy sucia hasta 11 millas de tierra, llena de arrecifes, escollos y rompientes.